# Circuito de Getxo 2012
Il Circuito de Getxo 2012, sessantasettesima edizione della corsa e valida come evento dell'UCI Europe Tour 2012 categoria 1.1, si svolse il 31 luglio 2012 su un percorso totale di 170 km. Fu vinto dall'italiano Giovanni Visconti che terminò la gara in 3h56'11", alla media di 43,18 km/h.
Al traguardo 112 ciclisti portarono a termine il percorso.

## Squadre e corridori partecipanti
| N.      | Cod. | Squadra                      |
| ------- | ---- | ---------------------------- |
| 1-8     | ---  | non assegnati                |
| 11-18   | AND  | Androni Giocattoli-Venezuela |
| 21-28   | SAU  | Saur-Sojasun                 |
| 31-38   | AND  | Androni Giocattoli-Venezuela |
| 41-48   | LIQ  | Liquigas-Cannondale          |
| 51-58   | CJR  | Caja Rural                   |
| 61-68   | ORB  | Orbea Continental            |
| 71-78   | BUR  | Burgos BH-Castilla y Leon    |
| 81-88   | EUS  | Euskaltel-Euskadi            |
| 91-98   | MOV  | Movistar Team                |
| 101-108 | ASA  | Acqua & Sapone               |
| 111-118 | TSV  | Topsport Vlaanderen-Mercator |
| 121-128 | RVL  | RusVelo                      |
| 131-138 | BNT  | Team Bonitas                 |
| 141-148 | TKT  | Gios Deyser-Leon Kastro      |

## Ordine d'arrivo (Top 10)
| Pos. | Corridore               | Squadra       | Tempo    |
| ---- | ----------------------- | ------------- | -------- |
| 1    | Giovanni Visconti       | Movistar      | 3h56'11" |
| 2    | Danilo Di Luca          | Acqua & Sap.  | s.t.     |
| 3    | Enrique Sanz            | Movistar Team | s.t.     |
| 4    | Jérémie Galland         | Saur-Sojasun  | s.t.     |
| 5    | Franco Pellizotti       | Androni Gioc. | s.t.     |
| 6    | Daniele Ratto           | Liquigas      | s.t.     |
| 7    | Carlos Alberto Betancur | Acqua & Sap.  | s.t.     |
| 8    | Ivan Rovnyj             | RusVelo       | s.t.     |
| 9    | Jonathan Monsalve       | Androni Gioc. | s.t.     |
| 10   | Jaume Rovira            | Gios Deyser   | s.t.     |